# Anarchy: Ride or Die
Pour la pièce de théâtre dont est inspiré le film, voir Cymbeline.
Pour les articles homonymes, voir Anarchy et Ride or Die.
Pour plus de détails, voir Fiche technique et Distribution.
Anarchy: Ride or Die (Cymbeline) est un film dramatique américain écrit et réalisé par Michael Almereyda et sorti en 2014.
Il s'agit d’une adaptation moderne de la pièce Cymbeline de William Shakespeare.

## Synopsis
King Cymbeline est le leader d'un gang de bikers hors-la-loi qu'il dirige d'une main de fer. Il est engagé dans une guerre sans merci contre la police de la ville pour défendre son territoire, La jalousie et l'ambition de ses proches vont déclencher une succession de trahisons appelant la vengeance...

## Fiche technique
- Titre original : Cymbeline
- Titre français : Anarchy: Ride or Die
- Réalisation : Michael Almereyda
- Scénario : Michael Almereyda d'après la pièce de William Shakespeare
- Décors : Happy Massee
- Direction artistique :
- Costumes : Catherine Riley
- Photographie : Tim Orr
- Montage : John Scott Cook et Barbara Tulliver
- Musique : David Ludwig
- Production : Michael Benaroya et Anthony Katagas
- Sociétés de production : Benaroya Pictures et Keep Your Head Productions
- Société de distribution : Lionsgate
- Pays d’origine :  États-Unis
- Langue originale : anglais
- Format : Couleur
- Genre : Film dramatique
- Durée : 97 minutes
- Dates de sortie :
  - Italie: 3 septembre 2014 (Mostra de Venise 2014)
  - États-Unis : 13 mars 2015
  - France : 19 octobre 2015 (sorti directement en vidéo)

## Distribution
- Ed Harris (VF : José Luccioni) : Cymbeline
- Ethan Hawke (VF : Jean-Pierre Michaël) : Iachimo
- Milla Jovovich (VF : Barbara Kelsch) : la reine
- Penn Badgley (VF : Damien Boisseau) : Léonatus Posthumus
- Dakota Johnson (VF : Marie Tirmont) : Imogène
- John Leguizamo (VF : Emmanuel Karsen) : Pisanio
- Anton Yelchin (VF : Hervé Grull) : Cloten
- Vondie Curtis-Hall (VF : Thierry Desroses) : Caïus Lucius
- Delroy Lindo (VF : Saïd Amadis) : Belarius
- Bill Pullman (VF : Patrick Laplace) : Sicilius Léonatus
- Spencer Treat Clark (VF : Franck Lorrain) : Guidérius
- James Ransone (VF : Donald Reignoux) : Philario
- Kevin Corrigan (VF : Stéphane Marais) : le Bourreau
- Peter Gerety (VF : Richard Leblond) : Dr Cornelius
- Mauricio Ovalle (VF : Charles Borg) : Fu Manchu

 Source et légende : version française (VF) sur RS Doublage

## Distinctions

### Nominations et sélections
- Mostra de Venise 2014 : sélection « Orizzonti »